# 厦门市公安局

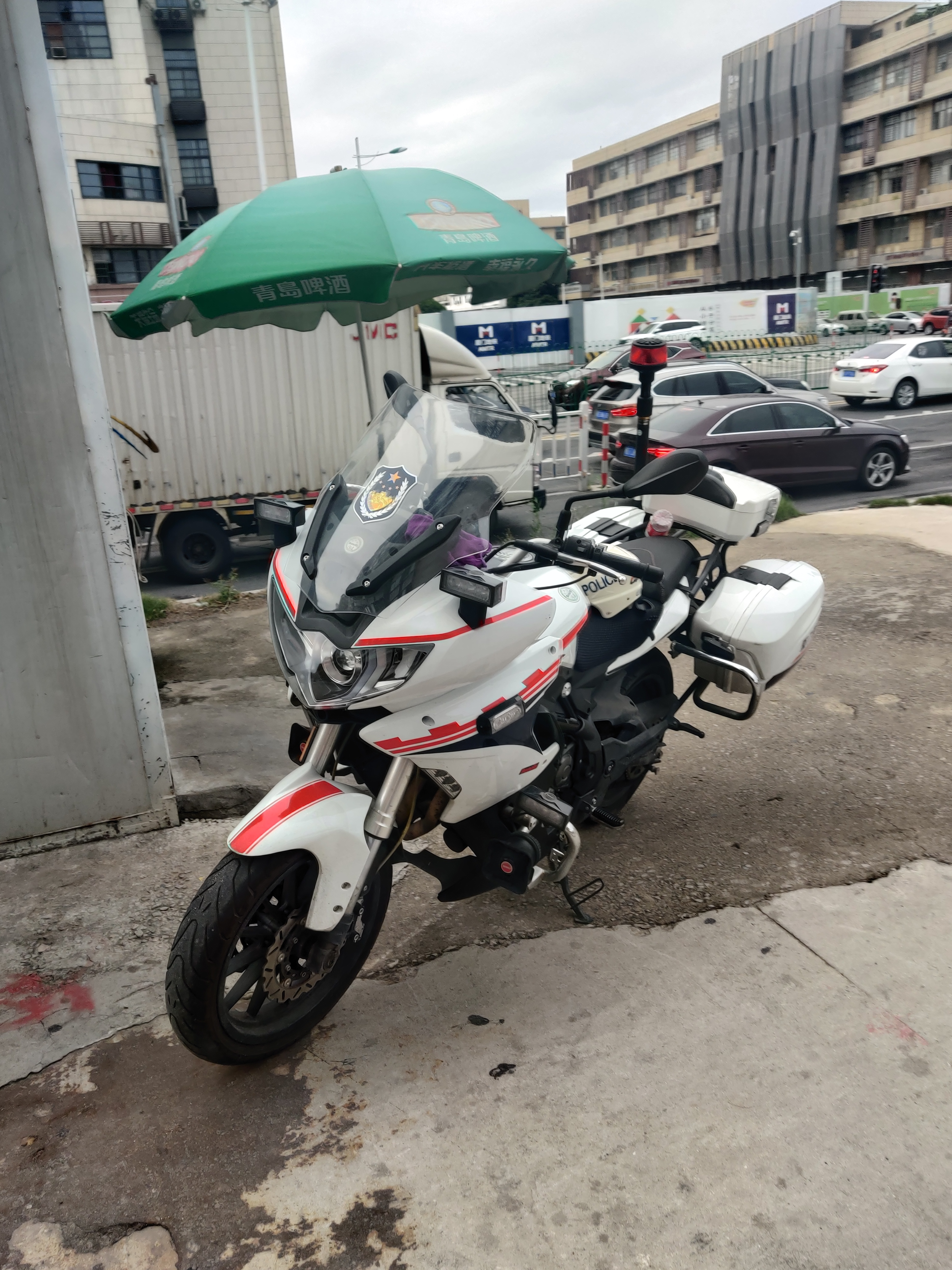
厦门市公安局湖里分局交警大队湖里中队警务用摩托车

厦门市公安局是厦门市人民政府主管厦门市全市公共安全工作的职能部门，是厦门市区域内人民警察的领导和指挥机关，接受厦门市人民政府与福建省公安厅的双重领导。

## 沿革
1949年10月17日，中国人民解放军解放厦门市。10月19日，开始接管相关档案资料、枪支弹药及中国国民党厦门市警察局及其下属的6个分局、13个分驻所。1949年10月22日，厦门市人民政府公安局正式成立，办公地址设在民国路51号（今新华路43号）。1955年5月，厦门市人民政府公安局改称厦门市人民委员会公安局。1966年6月文化大革命开始后，厦门市公安机关遭受冲击，被造反派夺权，处于瘫痪状态。1967年2月13日，厦门市军事管制委员会宣布市公安机关实行军事管制，由公安军管组织“抓革命、促生产”领导班子主持日常业务工作。1968年2月16日，武斗停止。3月12日，正式启用中国人民解放军厦门市公安机关军事管制委员会印章。1968年9月19日，厦门市革命委员会成立。10月，成立厦门市革命委员会政治处人民保卫组，取代厦门市公安局、检察院和法院机关，行使三机关职能。1973年4月，厦门市革命委员会政治处人民保卫组撤销，重新设立厦门市革命委员会公安局。1975年8月1日，厦门市革命委员会公安局改称厦门市公安局，并撤销军事管制。
1995年9月1日，厦门市公安局正式对外开通110报警服务电话。2006年1月，正式对外开通短信报警平台。2003年建立外语接警席，招募外语志愿者，开通了英、法、德、俄、日、韩、西班牙、葡萄牙等语种的报警服务，以解决在厦门的外籍人士报警语言不通的问题。

## 机构设置

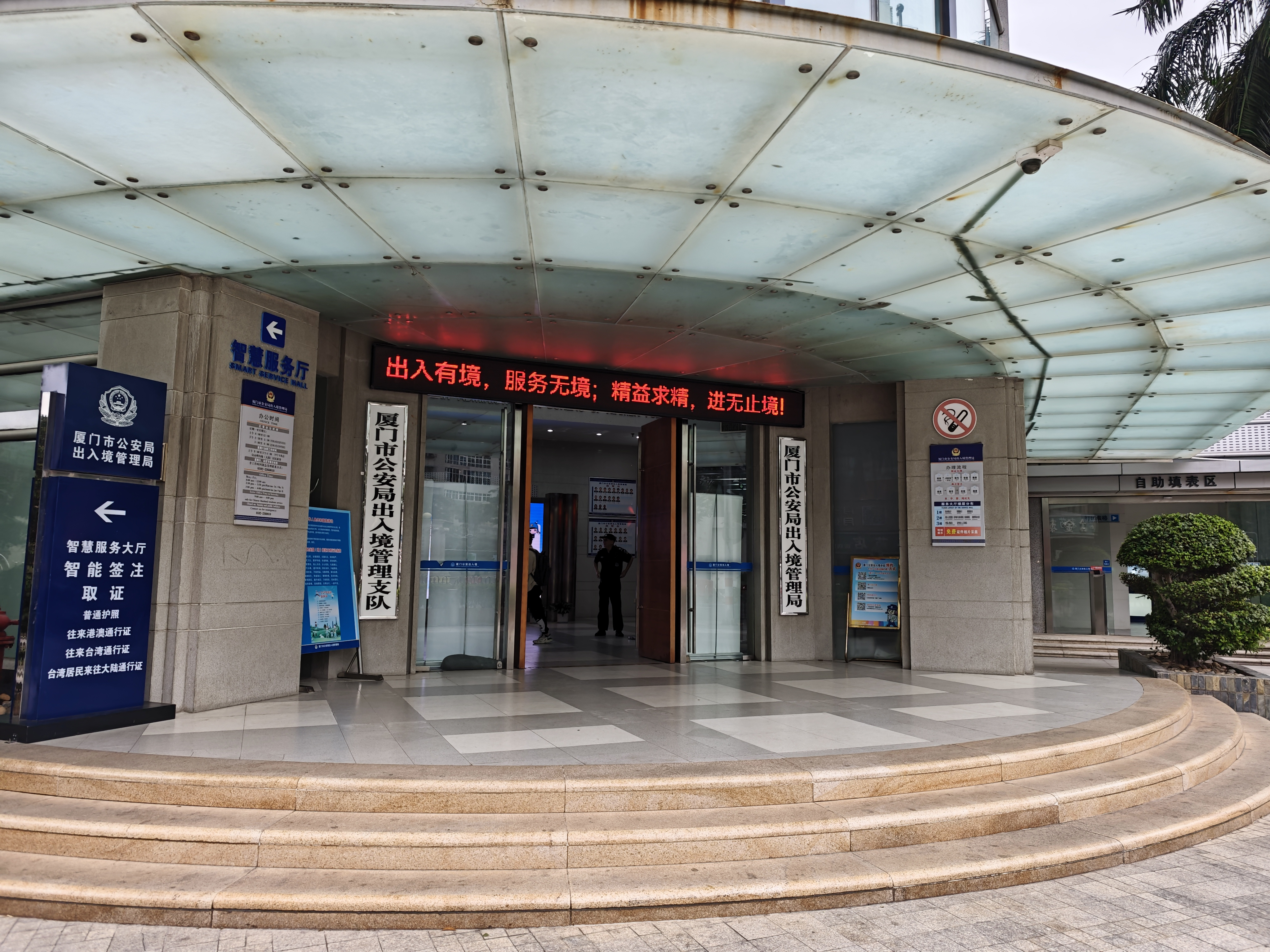
位于镇海路的出入境管理支队

综合管理机构
- 办公室
- 人事处
- 教育训练处
- 宣传处
- 警务保障部
- 审计处
- 科技通信处（厦门市公安局信息中心）
- 打击走私工作处
- 政治部
- 机关党委
- 离退休干部工作处

职能部门
- 指挥情报中心
- 警务督察支队
- 经济犯罪侦查支队
- 治安支队
- 刑事侦查支队
- 巡特警支队
- 禁毒支队
- 交通警察支队（厦门市公安交通管理局）
- 出入境管理支队（厦门市公安局出入境管理局）
- 监所管理支队
- 法制支队
- 人口管理处

直属机构
- 厦门市公安局思明分局
- 厦门市公安局湖里分局
- 厦门市公安局集美分局
- 厦门市公安局海沧分局
- 厦门市公安局同安分局
- 厦门市公安局翔安分局
- 高崎国际机场分局
- 公共交通分局（地铁分局）
- 厦门市人民警察培训学校

## 历任领导
- 邵华（－2007年8月31日[3]）
- 卢士钢（2007年8月31日－2011年9月23日[4]）
- 王小洪（2011年9月23日－2013年10月25日[5]）
- 林锐（2013年10月25日－2018年7月20日[6]）
- 卢炳椿（2018年7月20日－2021年1月15日）
- 陈育煌（2021年1月15日[7]－2025年5月13日）
- 林晓东（2025年6月27日－）

## 荣誉
2019年9月，厦门市公安局宣传处被公安部授予集体一等功。